# Cendres volcaniques
Pour les articles homonymes, voir Cendre (homonymie).

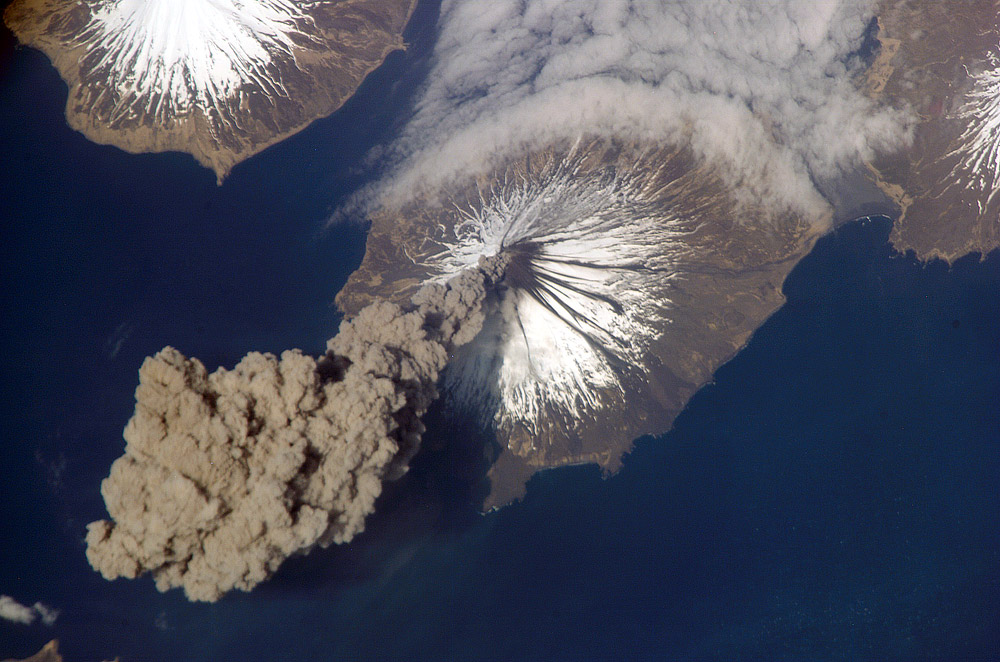
Panache volcanique de cendres émis par le mont Cleveland aux États-Unis.

Les cendres volcaniques sont des fragments de roches et de minéraux de diamètre inférieur à 2 mm, éjectées par un volcan. Ces particules sont si fines qu'elles peuvent voyager sur des centaines de kilomètres et retomber sur le sol sous forme de pluies de cendres.
Lorsque les cendres sont éjectées en grande quantité, elles se cimentent généralement pour former une roche que l'on nomme tuf. Dans un environnement sédimentaire marin à basse énergie, les cendres volcaniques qui s'accumulent forment après altération par l'eau de mer des couches de bentonite (une argile).

## Caractéristiques

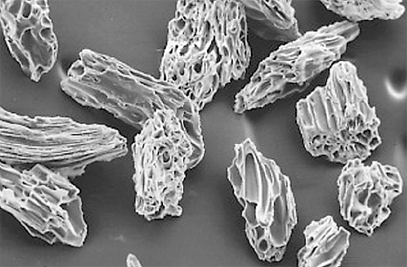
Cendres volcaniques observées au MEB

Contrairement aux cendres issues de la combustion, les cendres volcaniques sont dures et abrasives. Elles ne se dissolvent pas dans l'eau et conduisent bien l'électricité spécialement lorsqu'elles sont humides. Lors d'une pluie de cendres le ciel parait brumeux ou jaunâtre et une odeur de soufre flotte dans l'air.

## Dangers

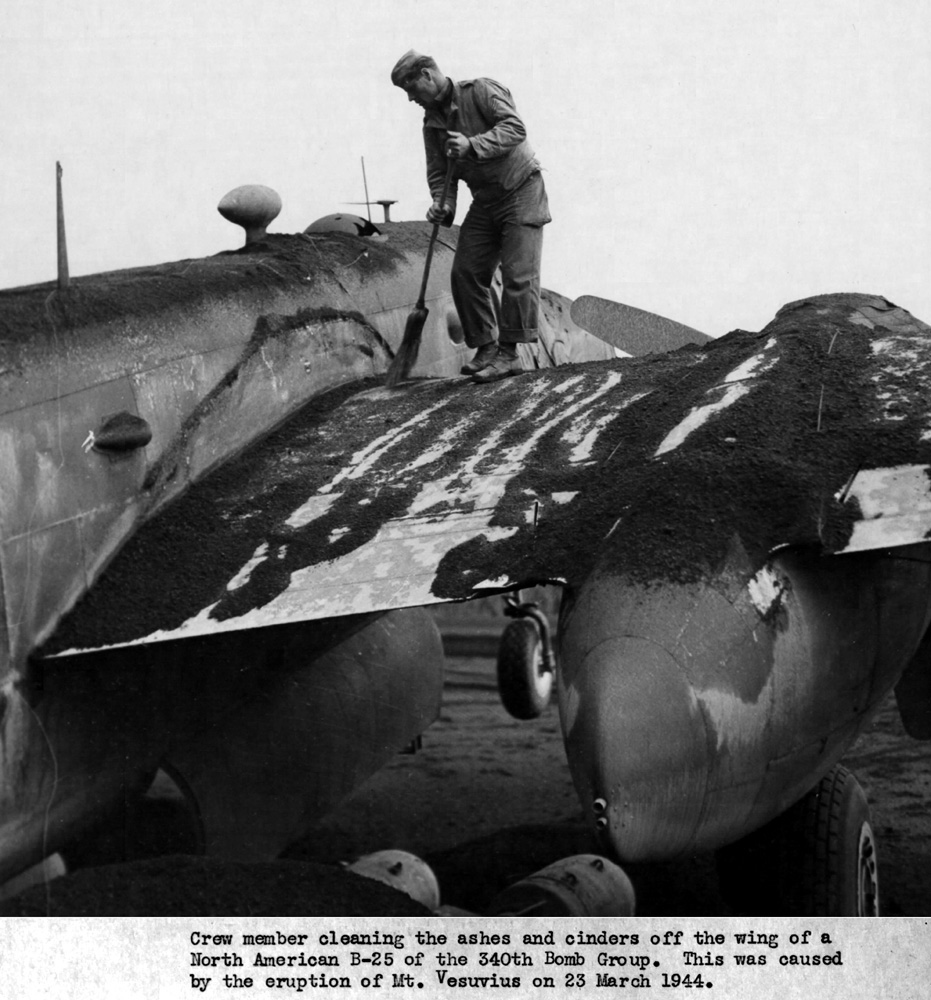
Soldat dégageant la cendre sur l'aile d'un bombardier B-25 américain, en 1944, après une éruption du Vésuve.

Respirer des cendres volcaniques peut poser des problèmes aux personnes souffrant de troubles respiratoires. Leurs surfaces abrasives peuvent causer des irritations de la peau et des muqueuses. L'association des cendres et de l'humidité des poumons peut les transformer en un ciment liquide qui peut gêner la respiration. C'est pourquoi il est conseillé de respirer à travers un tissu ou un masque.

### Pluie de cendres

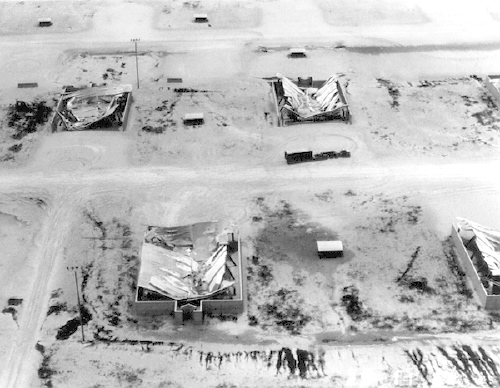
Vue aérienne d'une partie des installations de la base aérienne américaine de Clark recouverte par les cendres volcaniques. Sous leur poids, les toits des hangars se sont effondrés (Pinatubo, 1991).

Lors de l'éruption du Vésuve en 1906, l'effondrement du toit de l'église de San Giuseppe Vesuviano, causé par la pluie de cendres, a tué les 105 personnes qui s'y étaient réfugiées pour prier.

### Effets combinés à d'autres facteurs
Les lahars sont des torrents de boue qui envahissent les plaines et les vallées. Ce sont un mélange de cendres volcaniques et d'eau, cette dernière provenant de la pluie ou de la fonte de neige ou de glace.
Le danger le plus grand provient des coulées pyroclastiques qui sont un mélange de gaz, de cendres et de roches qui dévale tel une avalanche meurtrière les flancs du volcan. En 1902, la ville de Saint-Pierre en Martinique fut détruite par une coulée pyroclastique qui tua plus de 29 000 personnes.

### Les cendres et la sécurité aérienne
Les nuages de cendres volcaniques présentent un danger réel pour la sécurité aérienne. Ainsi, d'après Météo-France, le panache de cendres volcaniques peut s'élever en altitude à des hauteurs atteignant des dizaines de kilomètres. Les plus petites particules, mesurant de 1 à 15 µm, peuvent rester plusieurs jours dans l'atmosphère. Ils peuvent être transportés par les vents violents de la troposphère, la stratosphère, sur de très longues distances. Une centaine d'incidents sur des vols longs-courriers, depuis 1980, sont liés à l'activité volcanique.
La turbine de l'avion ingère des cendres volcaniques présentes dans l'air contaminé. La température nominale de fonctionnement des moteurs est de 1 400 °C. Or, les cendres, composées de silicates, fondent dès qu'une température de 1100 °C est atteinte. La cendre fond donc sur les aubes directrices de sortie et les aubes de turbine, dans la partie chaude du moteur. Le moteur peut alors flamber. Les avions plus anciens étaient équipés de moteurs fonctionnant à une température inférieure. Ils ne présentaient donc pas ce point faible. Les aubes des moteurs anciens avaient un circuit de refroidissement interne droits, avec l'air entrant au pied d'aube pour sortir au sommet : les particules entrant dans l'aube pouvaient donc sortir avec le débit d'air et les effets de la force centrifuge. Les aubes des moteurs modernes ont un circuit de refroidissement tarabiscoté en Z pour être plus efficace : l'air entre par le pied d'aube en direction du sommet d'aube, tourne dans un coude, puis revient vers le pied d'aube et, après un autre coude, ressort enfin au sommet d'aube ou le long du bord de fuite. Dans le secteur revenant vers le pied d'aube, les efforts centrifuges sur les particules peuvent provoquer leur accumulation dans le premier coude, obturant alors le passage de l'air de refroidissement ; la température de l'aube augmente alors, et, mal refroidie, l'aube est détruite.
L'incident le plus grave signalé, a concerné le Boeing 747 du vol British Airways 9 dont les quatre moteurs ont été arrêtés. Toutefois, après une chute de quelques kilomètres, et la zone de cendre éloignée, le pilote a pu relancer deux moteurs. À la suite de l'éruption de l'Eyjafjöll en 2010 et de la date du 17 avril 2010, aucun accident n'a été causé par des cendres volcaniques.
En dehors d'un accident catastrophique pouvant être causé par la perte des moteurs, d'autres risques sont à prendre en compte. La dureté du matériau et son abrasivité conduisent à l'érosion des surfaces de vol de l'avion et des pièces de moteurs à réaction. La  visibilité des pilotes à travers les fenêtres du poste de pilotage peut être réduite ou supprimée. De plus, la finesse du matériau lui permet de traverser les systèmes de filtration, et donc de contaminer les systèmes de refroidissement, les unités électriques et avioniques. Ceci réduit donc d'autant la facilité de pilotage de l'aéronef. Les cendres volcaniques peuvent être accompagnées d'acide sulfurique, H2SO4.

## Effets sur l'atmosphère
Ces particules peuvent rester des années dans la haute atmosphère. Si de grandes quantités sont relâchées, elles peuvent même influer sur le climat mondial : voir l'éruption du Pinatubo en 1991, et l'éruption du Tambora en 1815 qui a provoqué sur une grande partie de la terre l'année sans été en 1816.

## Devenir des cendres

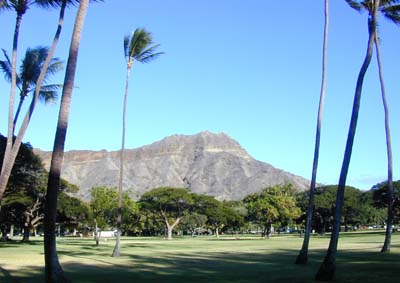
Diamond Head, un cône de cendre qui s'est solidifié en tuf

Les cendres peuvent se consolider pour donner naissance à une roche volcanique appelée tuf volcanique.
Les cendres volcaniques qui s'accumulent dans l'eau de mer forment des couches d'une argile appelée bentonite. Les bentonites connues les plus anciennes ont longtemps daté de seulement 1,5 milliard d'années, mais en 2008 des bentonites de 2,1 Ga ont été trouvées parmi les sédiments du bassin de Franceville (Gabon),.